# Hünfelden
Hünfelden település Németországban, Hessen tartományban. Lakosainak száma 9929 fő (2023. december 31.).

## Népesség
A település népességének változása:
| Lakosok száma | 9611 | 9589 | 9717 | 9790 | 9929 |
|               | 2017 | 2019 | 2021 | 2022 | 2023 |